# Seleção Guineana de Voleibol Feminino
A seleção guineana  de voleibol feminino é uma equipe do continente africano, composta pelas melhores jogadoras de voleibol da Guiné. É mantida pela Federação Guineense de Voleibol (FGVB). Encontra-se na 115ª posição do ranking mundial da FIVB segundo dados de setembro de 2021.